# Pleta Verda
Pleta Verda és un indret a cavall dels termes municipals de Conca de Dalt, a l'antic terme de Toralla i Serradell, Salàs de Pallars i Tremp al Pallars Jussà, tot i que la part del municipi de Tremp pertany a l'antic municipi d'Espluga de Serra, pertanyent de fet a l'Alta Ribagorça.
El lloc és al sud del Pic de Lleràs, i constitueix una raconada de muntanya a llevant de la carena principal de la Serra de Castellet. Acull la capçalera del barranc de Fontfreda, 